# 与えられた時間
『与えられた時間』（Borrowed Time）は、アンドリュー・コーツとルー・ハム＝ハジ監督による2015年のアメリカ合衆国の短編アニメ・西部劇・ドラマ映画である。日本では2017年6月にショートショート フィルムフェスティバル&アジアで上映された。

## あらすじ
1人の老いた保安官が忘れることができない事故現場に戻ってくる。1歩ずつ進むにつれて次々と記憶が蘇り、過去と向き合わなければならなくなる。

## 製作
この短編は2010年から2015年まで約5年かけ、ピクサーの共同製作プログラムの1つとして同社のリソースを使ったインディペンデント映画として製作された。監督たちは5年の間に『インサイド・ヘッド』、『メリダとおそろしの森』、『アーロと少年』、『ウォーリー』、『トイ・ストーリー 謎の恐竜ワールド』、『デイ&ナイト』、『トイ・ストーリー・オブ・テラー!』、『晴れ ときどき くもり』に参加しており、その合間を縫ってこの短編を製作した。

## 受賞とノミネート
| 受賞とノミネート一覧 | 受賞とノミネート一覧     | 受賞とノミネート一覧 | 受賞とノミネート一覧                  | 受賞とノミネート一覧 |
| 年                   | 賞                       | 部門                 | 候補                                  | 結果                 |
| -------------------- | ------------------------ | -------------------- | ------------------------------------- | -------------------- |
| 2015                 | SIGGRAPH                 | 作品賞               | アンドリュー・コーツ ルー・ハム＝ハジ | 受賞                 |
| 2015                 | セントルイス国際映画祭   | 短編アニメ賞         | アンドリュー・コーツ ルー・ハム＝ハジ | 受賞                 |
| 2016                 | ブルックリン映画祭       | 短編アニメ賞         | アンドリュー・コーツ ルー・ハム＝ハジ | 受賞                 |
| 2016                 | ファストネット短編映画祭 | 撮影賞               | James Campbell Luke Martorelli        | 受賞                 |
| 2016                 | ウッズホール映画祭       | 短編アニメーション賞 | アンドリュー・コーツ ルー・ハム＝ハジ | 受賞                 |
| 2017                 | アカデミー賞             | 短編アニメ映画賞     | アンドリュー・コーツ ルー・ハム＝ハジ | ノミネート           |
| 2017                 | エンパイア賞             | 短編映画賞           | アンドリュー・コーツ ルー・ハム＝ハジ | ノミネート           |
| 2017                 | リール・ショーツ映画祭   | 短編アニメ賞         | アンドリュー・コーツ ルー・ハム＝ハジ | 受賞                 |